# Music (album de Madonna)
Pour les articles homonymes, voir Music.
Albums de Madonna
The Next Best Thing
(2000) GHV2
(2001)
Singles
1. Music
Sortie : 21 août 2000
2. Don't Tell Me
Sortie : 21 novembre 2000
3. What It Feels Like for a Girl
Sortie : 17 avril 2001

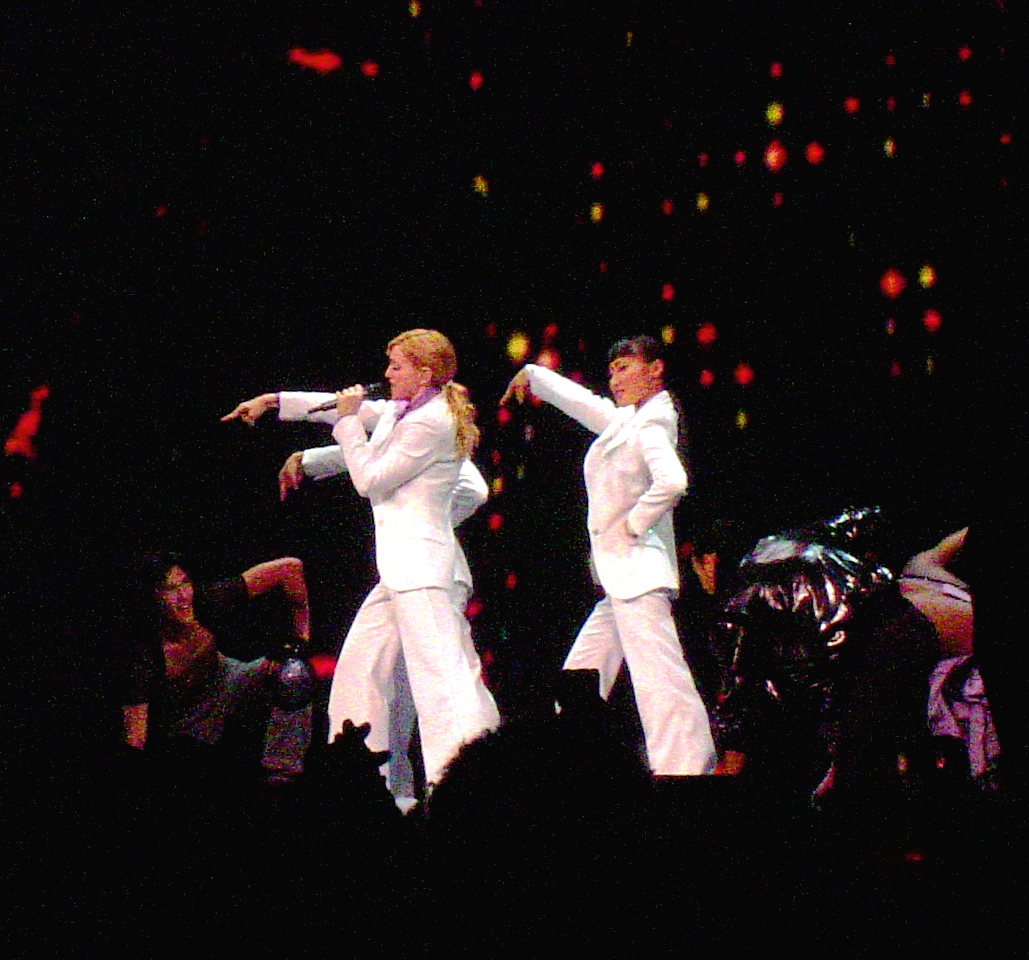

Music est le huitième album studio de Madonna, réalisé en l'an 2000.
Madonna collabore une fois encore avec William Orbit et avec un artiste français, Mirwais Ahmadzaï, ex-membre d'un groupe français des années 1980 (Taxi Girl), qui finalement donnera le ton du nouvel opus de la star. L'album se veut electro pop, d'où l'utilisation du vocoder. On reconnait ici la French touch, ainsi que des sons de guitare sèche saccadés comme dans Naïve Song de Mirwais.
Madonna a une fois de plus changé de look et arbore chapeaux de Cowboy, strass et ceinturons. Elle est photographiée par Jean-Baptiste Mondino pour la pochette de l'album et pour chacun des singles qui suivront. Le look Cyber-Cowgirl est lancé et le paysage du prêt-à-porter revêt les couleurs de l'album. C'est même Dolce&Gabbana qui fera certains costumes de scènes de la chanteuse pour le concert du Roseland Ballroom ainsi que pour le Drowned World Tour.
Music est le premier album studio de Madonna dont le livret ne contient pas de paroles, le consommateur est d'ailleurs invité à consulter le site de Madonnamusic.com

## Chronologie
Dès 2000, la version européenne inclut American Pie, tirée de la BO du film Un couple presque parfait, et l'Australie agrémente l'album d'un inédit Cyber Raga qui sera repris en face-B du single Don't Tell Me. Dans certains pays, le titre bonus sera remplacé par un remix espagnol de What It Feels Like for a Girl : Lo Que Siente La Mujer. Tout comme son prédécesseur Ray of Light, l'album bénéficie d'une édition limitée : un digipack avec un gros écusson imitation cuivre répartis en quatre coloris (rose, vert, gris et noir au grand dam des collectionneurs et des fans).
En 2001, à l'occasion du Drowned World Tour, l'album est réédité avec un CD bonus comprenant des remixes et une vidéo de What It Feels Like For A Girl.
Récemment (2006), Liquid Love (4:28), une chanson non commercialisée a fait son apparition sur internet, enregistrée lors des sessions pour l'album, écrite et réalisée par William Orbit.

## Pistes
| No  | Titre                         | Auteur                               | Producteur(s)                          | Durée |
| --- | ----------------------------- | ------------------------------------ | -------------------------------------- | ----- |
| 1.  | Music                         | Madonna, Mirwais Ahmadzaï            | Madonna, Ahmadzaï                      | 3:44  |
| 2.  | Impressive Instant            | Madonna, Ahmadzaï                    | Madonna, Ahmadzaï                      | 3:37  |
| 3.  | Runaway Lover                 | Madonna, William Orbit               | Madonna, Orbit                         | 4:47  |
| 4.  | I Deserve It                  | Madonna, Ahmadzaï                    | Madonna, Ahmadzaï                      | 4:23  |
| 5.  | Amazing                       | Madonna, Orbit                       | Madonna, Orbit                         | 3:43  |
| 6.  | Nobody's Perfect              | Madonna, Ahmadzaï                    | Madonna, Ahmadzaï                      | 4:58  |
| 7.  | Don't Tell Me                 | Madonna, Ahmadzaï, Joe Henry         | Madonna, Ahmadzaï                      | 4:40  |
| 8.  | What It Feels Like for a Girl | Madonna, Guy Sigsworth               | Madonna, Sigsworth, Mark "Spike" Stent | 4:43  |
| 9.  | Paradise (Not for Me)         | Madonna, Ahmadzaï                    | Madonna, Ahmadzaï                      | 6:33  |
| 10. | Gone                          | Madonna, Damian LeGassick, Nik Young | Madonna, Orbit, Stent                  | 3:25  |

| 11. | American Pie | Don McLean | Madonna, Orbit | 4:32 |

| 12. | Cyber-Raga | Madonna, Talvin Singh | Madonna, Singh | 5:29 |

| 13. | Lo que siente la mujer | Madonna, Sigsworth, Alberto Ferraras | Madonna, Sigsworth, Stent | 4:43 |

## Crédits album
- Madonna : voix, chœurs et guitare et claviers
- Steve Sidelnyk : batterie
- Guy Sigsworth : guitare et claviers
- William Orbit : claviers, guitare, programmation et chœurs
- Mirwais Ahmadzai : claviers, guitare et programmation
- Producteurs : Madonna, Mirwais Ahmadzai, William Orbit, Guy Sigsworth, Mark « Spike » Stent
- Ingénieurs : Jake Davies, Mark Endert, Geoff Foster, Sean Spuehler
- Assistants ingénieurs : Tim Lambert, Chris Ribando, Dan Vickers
- Ingénieur Cordes : Geoff Foster
- Mixage : Mark « Spike » Stent
- Mastering : Tim Young
- Programmation : Guy Sigsworth, Sean Spuehler
- Directeur artistique : Kevin Reagan
- Design : Matthew Lindauer, Kevin Reagan
- Photographie : Jean-Baptiste Mondino

## Classements, volumes et certifications
Music est le premier album de Madonna à se classer numéro un au classement du Billboard 200 aux États-Unis depuis 1989 avec Like a Prayer, Music s'est d'ailleurs écoulé a plus de 400 000 exemplaires lors de la première semaine de vente sur le continent. Music s'est écoulé à plus de 16 millions d'exemplaires.
| Pays             | Meilleure Position | Volume    | Certification |
| ---------------- | ------------------ | --------- | ------------- |
| Afrique du Sud   | —                  | 25 000    | Or            |
| Allemagne        | 1 (6 semaines)     | 700 000   | 2 × Platine   |
| Australie        | 2                  | 210 000   | 3 × Platine   |
| Autriche         | 1 (3 semaines)     | 40 000    | Platine       |
| Belgique         | —                  | 100 000   | 3 × Platine   |
| Brésil           | —                  | 100 000   | 2 × Or        |
| Canada           | 1 (2 semaines)     | 350 000   | 3 × Platine   |
| Corée du Sud     | —                  | 21 500    | —             |
| Danemark         | 1                  | 80 000+   | 2 × Platine   |
| Espagne          | —                  | 200 000   | 2 × Platine   |
| États-Unis       | 1                  | 3 100 000 | 3 × Platine   |
| Europe           | 1 (4 semaines)     | 5 100 000 | 5 × Platine   |
| Finlande         | 1 (2 semaines)     | 32 500    | Or            |
| France           | 1 (2 semaines)     | 717 000   | 2 × Platine   |
| Hongrie          | —                  | 5 000     | Or            |
| Italie           | —                  | 500 000   | Diamant       |
| Japon            | —                  | 300 000   | Platine       |
| Mexique          | —                  | 300 000   | Or            |
| Norvège          | 1                  | —         | —             |
| Nouvelle-Zélande | 2                  | 30 000    | 2 × Platine   |
| Pays-Bas         | 1 (3 semaines)     | 160 000   | 2 × Platine   |
| Pologne          | —                  | 130 000   | Platine       |
| Royaume-Uni      | 1 (2 semaines)     | 1 700 000 | 5 × Platine   |
| Singapour        | —                  | 60 000    | 4 × Platine   |
| Suède            | 1                  | 80 000    | Platine       |
| Suisse           | 1 (4 semaines)     | 100 000   | 2 × Platine   |

## Ventes de singles
Total  : 15 000 000 [réf. nécessaire]
- Music : 7 400 000
- Don't Tell Me : 4 900 000
- What It Feels Like for a Girl : 2 700 000